# Guilherme Pato
Guilherme Pato, właśc. Guilherme Nunes Rodrigues (ur. 17 lutego 2001 w Quaraí) – brazylijski piłkarz grający na pozycji prawoskrzydłowego w azerskim klubie Neftçi PFK. Wychowanek SC Internacional.
W swojej karierze grał także w AA Ponte Preta i Cuiabá EC.

## Statystyki kariery
| Klub                  | Sezon              | Liga               | Liga    | Liga   | Puchar kraju | Puchar kraju | Kontynentalne | Kontynentalne | Inne    | Inne   | Suma    | Suma   |
| Klub                  | Sezon              | Poziom             | Występy | Bramki | Występy      | Bramki       | Występy       | Bramki        | Występy | Bramki | Występy | Bramki |
| --------------------- | ------------------ | ------------------ | ------- | ------ | ------------ | ------------ | ------------- | ------------- | ------- | ------ | ------- | ------ |
| SC Internacional      | 2020               | Série A            | 0       | 0      | 0            | 0            | 0             | 0             | 3       | 0      | 3       | 0      |
| SC Internacional      | 2021               | Série A            | 0       | 0      | 0            | 0            | —             | —             | 3       | 1      | 3       | 1      |
| SC Internacional      | Łącznie            | Łącznie            | 0       | 0      | 0            | 0            | 0             | 0             | 6       | 1      | 6       | 1      |
| AA Ponte Preta (wyp.) | 2020               | Série B            | 31      | 4      | 2            | 0            | —             | —             | —       | —      | 33      | 4      |
| Cuiabá EC (wyp.)      | 2021               | Série A            | 7       | 0      | 1            | 0            | —             | —             | 12      | 2      | 21      | 2      |
| Neftçi PFK            | 2021/2022          | Premyer Liqası     | 11      | 4      | 4            | 0            | 0             | 0             | —       | —      | 15      | 4      |
| Łącznie w karierze    | Łącznie w karierze | Łącznie w karierze | 49      | 5      | 7            | 0            | 0             | 0             | 18      | 3      | 74      | 11     |